# Simulatie-theorie
De simulatie-theorie is een van de twee visies in de filosofie van de geest. Deze twee visies zijn de simulatie-theorie en de theorietheorie. De simulatie-theorie stelt dat we geen theorie gebruiken om de innerlijke processen bij anderen te voorspellen, maar dat we daar ons eigen innerlijk systeem voor gebruiken. Door middel van spiegelneuronen simuleren we (zo goed mogelijk) de input die een ander in een bepaalde situatie heeft, om zo bij onszelf na te gaan wat het gedrag en de emotie van de ander zouden kunnen zijn. Dit werkt snel en eenvoudig zonder dat wij begrip hoeven te hebben van hoe de innerlijke processen van onszelf of de ander werken. De theorietheorie vereist daarentegen theoretisch begrip voor het voorspellen van het gedrag van een ander.